# Computer-integrated manufacturing
Computer-integrated manufacturing (CIM) är ett system för samordning av (datorstyrda) operationer i en tillverkningsprocess med avsikt att optimera flöde, ekonomi etc. Mycket av idéerna arbetades fram inom ramen för "Purdue Reference Model for Computer Integrated Manufacturing", ett omfattande arbete lett av Ted Williams vid Purdue University under 70- och 80-talet. Bland annat så har den skiktade struktur som där användes som modell för ett CIM-system fått väldigt stor spridning. Idag lever modeller och begrepp vidare i ISA-standarden ISA-S95.

## CIM-pyramiden
I Purdue reference model delades ett system för datorstödd (datorintegrerad) tillverkning in i följande lager:
- Level 4: Affärsystem (ERP)
- Level 3: Operations Management, Workflow Execution MES
- Level 2: Automation (PLC och liknande utrustning)
- Level 1: Instrumentation, field devices, sensors, actuators
- Level 0: Physical equipment

Här ges nivåerna i grova drag och med de vanligaste begreppen i varje nivå. Ibland ritas SCADA/HMI-system in som en egen nivå, och ibland anses det tillhöra MES-nivån.

## Andra datorstödda tekniker
1. CAD (Computer-Aided Design)
2. CAE (Computer-Aided Engineering)
3. CAM (Computer-Aided Manufacturing)
4. CAPP (Computer-Aided Process Planning)
5. CAQ (Computer-Aided Quality Assurance)
6. PPC (Production Planning and Control)
7. ERP (Enterprise Resource Planning)
8. MES (Manufacturing Execution System)